# Seguia el-Hamra
Ne pas confondre avec Seguia el-Hamra (cours d'eau).
La Seguia el-Hamra ou Sakia El Hamra (en arabe : الساقية الحمراء , Saqiyat al-Hamra, « Canal rouge ») est une région historique du territoire disputé du Sahara occidental, aujourd'hui majoritairement sous contrôle du Maroc. Sa superficie est de 82 000 km².

## Histoire

### Époque médiévale et moderne

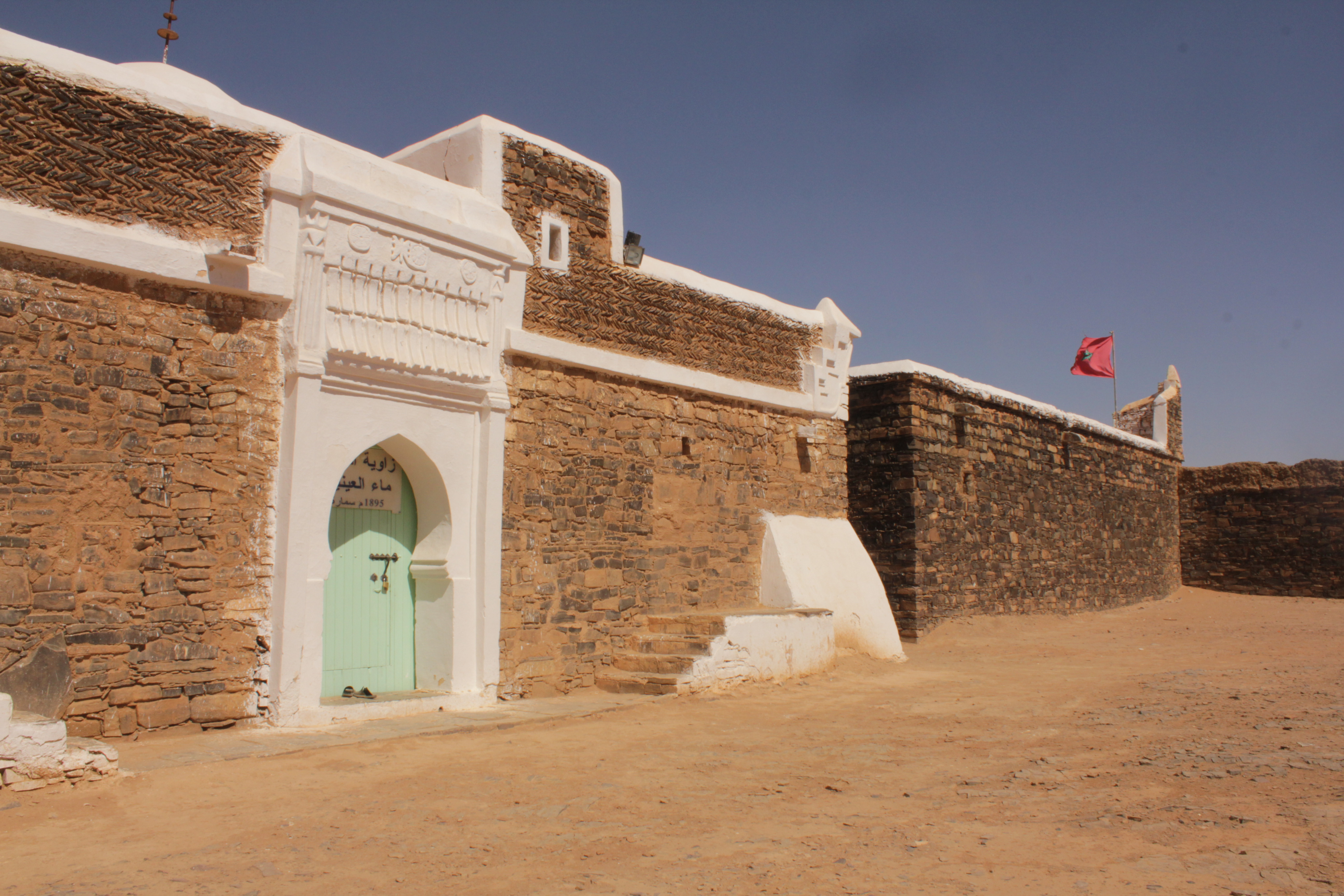
Zaouïa de Ma El Aïnin à Es-Semara en 2019.

La région de la Seguia el-Hamra est citée dans les traditions d'origine des Almoravides au XIe siècle. Selon la légende, alors qu'Abou Bakr ben Omar, un des chefs des Almoravides, menait une expédition dans le désert, il manqua d'eau pour la boisson et les ablutions : sa jument frappa le sol du sabot et fit jaillir une source à un endroit appelé Farsia (dérivé de fras, « jument ») au bord de la Seguia el-Hamra. La vallée était alors fertile et on l'appelait la Seguia el-Khadra (« la Verte ») avant de devenir el-Hamra (« la Rouge »). Au XVIIe siècle, elle est parcourue par les nomades Reguibat. Au XIXe siècle, elle est le séjour de Ma El Aïnin, cheikh soufi (1831-1910) qui prend une grande influence sur les tribus du pays. Le fils de Ma El Aïnin affirme qu'on trouve dans la région de nombreuses tombes de saints et de prophètes. Entre 1888 et 1895, Ma El Aïnin fait construire un fortin à Es-Semara. Allié des sultans du Maroc, il résiste à la colonisation espagnole.

### Époque coloniale
La Seguia el-Hamra (en espagnol : Saguía el Hamra) est une colonie espagnole de 1884 à 1946, date de son intégration dans l'Afrique occidentale espagnole. Elle devient alors une province espagnole. 
Le 12 janvier 1958, le territoire est intégré à la colonie du Sahara espagnol, située sur le territoire du Sahara occidental actuel. La Seguia el-Hamra formait la partie nord du Sahara espagnol, dont la partie sud était le Río de Oro.
À la suite de la signature des accords de Madrid le 14 novembre 1975, le territoire est annexé par le Maroc.

### Époque contemporaine

#### Sous le contrôle du Maroc
Le territoire historique de la Seguia el-Hamra a connu plusieurs découpages administratifs depuis son annexion par le royaume du Maroc en 1975. Il a ainsi été partagé entre deux régions administratives marocaines entre 1997 et 2015 : 
- Guelmim-Es Smara dont le chef-lieu est Smara, à l'est.
- Laâyoune-Boujdour-Sakia el Hamra dont le chef-lieu est Laâyoune, à l'ouest.

Aujourd'hui, cette région fait partie d'une seule région administrative plus vaste à savoir celle de Laâyoune-Sakia El Hamra.

#### Sous le contrôle du front Polisario
L'extrême est de la vallée, qui confine avec l'Algérie, est actuellement contrôlé par le Polisario.

## Géographie
La région est traversée par la vallée de la Seguia el-Hamra d'est en ouest, d'où elle tire son nom. L'oued doit son nom à la couleur brune rougeâtre de l'eau.  
La Seguia el-Hamra est le seul fleuve important du nord du Sahara occidental où se jettent plusieurs ruisseaux moins importants et qui organise toute cette partie en territoire. Ainsi les villes de Laayoune et d'Es-Smara se trouvent à sa proximité. 
Cette zone géographique située au nord-est du Sahara occidental comprend principalement un désert rocheux plat et à faible végétation (Hamada), entrecoupé de plaines sablonneuses et de collines rocheuses atteignant plus de 700 mètres d'altitude à l'est près de la frontière algérienne. Les plaines atteignent une altitude maximale de 400 mètres. La région s'étend des contreforts sud de l’Atlas, au Maroc, aux montagnes de Zemmour, avec ses formations rocheuses escarpées d’origine volcanique au sud. Entre les deux chaînes montagneuses se trouve une vaste étendue d’eaux souterraines proches de la surface où, à la fin de la courte saison des pluies, l’eau s’accumule à l’automne dans de nombreuses petites rivières. Les précipitations tombent généralement sous la forme d'orages violents et brefs. L'Acacia tortilis subsp. raddiana (appelé localement talkha en hassanya) est l'arbre le plus commun dans les plaines rocheuses brunes en dehors des oasis et sert à la production de la gomme arabique depuis des siècles, tout comme l'acacia du Sénégal (Senegalia senegal) qu'on retrouve à certains endroits. 

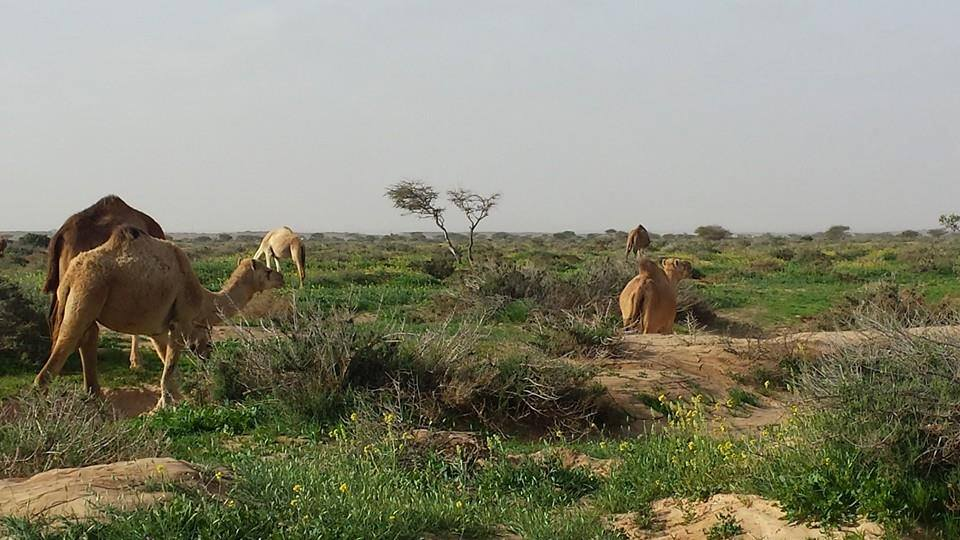
Chameaux au pâturage dans la vallée de la Seguia el-Hamra en 2016.

Le long du fleuve qui court de Farsia à Foum el-Oued, il est possible de faire pousser des céréales dans certains oasis. C'est le cas de l'oasis d'Es-Semara, qui était un lieu de stockage au carrefour des routes caravanières en raison de son bon approvisionnement en eau douce et de ses espaces pâturages pour les chameaux. Au bord de l'oued, les dattiers et les palmiers doum (Hyphaene thebaica) s'épanouissent, leurs fruits pouvant servir de substitut au pain. 
A l'ouest de Laâyoune, l'oued est bloqué par des dunes transversales avant son embouchure. Il existe à cet endroit plusieurs lacs peu profonds, souvent contigus, qui accueillent des roselières pendant la saison des pluies. Au milieu des dunes de sable, ces lacs constituent l'un des rares lieux d'habitats pour les flamants roses et les tadornes. En plus de ces lagunes, les eaux de surface du Sahara occidental sont confinées dans certaines gueltas, bassins et salines, qui sont temporairement remplis d'eau de pluie. Ces eaux s'évaporent dans une large mesure ou s'infiltrent dans le sol.
L'espace maritime de la région, entièrement sous contrôle marocain, est exploité pour la pêche au poulpe, principalement depuis le port de Dakhla situé dans la province voisine de Dakhla-Oued Ed-Dahab.

## En littérature
- J. M. G. Le Clézio y fait allusion dans son roman Désert, et l'évoque dans son récit Gens des nuages (1997), comme origine de sa compagne Jemia, et lieu de voyage mémoriel.